# Теракт в Суруче
Теракт в Суруче произошёл в районе города Суруч в области Шанлыурфа в турецком Курдистане 20 июля 2015 года приблизительно в 12:00 по местному времени возле культурного центра Амара. В результате теракта 32 человека были убиты, и 104 были ранены.
Теракт был совершён против членов Социалистической федерации союзов молодёжи (молодёжного крыла Социалистической партии угнетённых), которые делали заявление для прессы о реконструкции сирийского города Кобани, когда прогремел взрыв. Кобани, находящийся приблизительно в 10 км от Суруча, до недавнего времени находился под осадой силами Исламского государства. Более чем 300 членов Социалистической партии угнетённых ехали из Стамбула в Суруч, чтобы участвовать в восстановительных работах в Кобани, и на момент теракта размещались в культурном центре Амара, готовясь пересечь границу. Взрыв, момент которого был снят на камеру, был идентифицирован как результат действия кассетной бомбы. Ранние доказательства указывали на участие ИГ в теракте.
Смертником оказался 20-летний турецкий гражданин, связанный с кругами, заложившими бомбу на предвыборном митинге курдской партии 7 июня.
Утверждения турецких властей не убедили курдов в ответственности ИГ за это массовое убийство. Как следствие, в соседнем городе Шейланпинар были убиты два турецких полицейских. По заявлению Рабочей партии Курдистана, это было сделано в отместку за убийство 32 курдов и социалистов. Союз общин Курдистана и лидер Демократической партии народов Селахаттин Демирташ заявили, что правящая Партия справедливости и развития также несёт ответственность за теракт.

## Международная реакция
Теракт в Суруче осудили президент России Владимир Путин и премьер-министр Дмитрий Медведев, выразившие соболезнования близким погибших.